# This Is Led Zeppelin
This Is Led Zeppelin è un extended play della band britannica Led Zeppelin, pubblicato nel 1971 in Australia e nel 1973 in Nuova Zelanda.

## Tracce
1. Whole Lotta Love – 5:35 (Robert Plant, Jimmy Page, John Paul Jones e John Bonham)
2. Good Times, Bad Times – 2:48 (Jimmy Page, John Paul Jones e John Bonham)
3. Immigrant Song – 2:24 (Jimmy Page e Robert Plant)
4. Hey, Hey What Can I Do – 3:57 (Robert Plant, Jimmy Page, John Paul Jones e John Bonham)

## Formazione
- Robert Plant – voce
- Jimmy Page – chitarra
- John Paul Jones – basso
- John Bonham – batteria